# Rasowo (Bułgaria)
Rasowo (bułg. Расово) – wieś w Bułgarii, w obwodzie Montana, w gminie Medkowec. Według Ujednoliconego Systemu Ewidencji Ludności oraz Usług Administracyjnych dla Ludności, 15 marca 2016 roku miejscowość liczyła 1138 mieszkańców.